# Thallium(III)-chlorid
Thallium(III)-chlorid ist eine anorganische chemische Verbindung des Thalliums aus der Gruppe der Chloride.

## Gewinnung und Darstellung
Thallium(III)-chlorid-tetrahydrat kann durch Reaktion von Thallium(I)-chlorid mit Chlor und Wasser gewonnen werden.
{\displaystyle \mathrm {TlCl+Cl_{2}+4\ H_{2}O\longrightarrow TlCl_{3}\cdot 4\ H_{2}O} }
Das Hydrat lässt sich nur schwierig entwässern, ohne dass dabei Zersetzung zu Thallium(I)-chlorid eintritt. Es gelingt mit Thionylchlorid oder Phosgen in Gegenwart von etwa Chlor bei Zimmertemperatur.
{\displaystyle \mathrm {TlCl_{3}\cdot 4\ H_{2}O+4\ SOCl_{2}\longrightarrow TlCl_{3}+4\ SO_{2}+8\ HCl} }
{\displaystyle \mathrm {TlCl_{3}\cdot 4\ H_{2}O+4\ COCl_{2}\longrightarrow TlCl_{3}+4\ CO_{2}+8\ HCl} }
Direkt kann die Verbindung durch Reaktion von Thallium mit Nitrosylchlorid gewonnen werden, wobei eine Komplexverbindung TlCl3·NOCl entsteht, die bei niedrigem Druck das Nitrosylchlorid verliert.
{\displaystyle \mathrm {3\ NOCl+Tl\longrightarrow TlCl_{3}+3\ NO} }

## Eigenschaften
Thallium(III)-chlorid ist ein sehr hygroskopischer Feststoff, der in Wasser, Ethanol und Ether sehr leicht löslich ist. Bei etwa 140 °C beginnt ein Sinterungsprozess und bei 155 °C beginnt Zersetzung unter Chlorabgabe. Er besitzt eine monokline Kristallstruktur isotyp zu der von Aluminium(III)-chlorid (a = 654 pm, b = 1133 pm, c = 632 pm, β=110° 12').
Das Tetrahydrat ist ein farbloser Feststoff, dessen Kristalle an feuchter Luft zerfließen. Seine Lösung reagiert infolge Hydrolyse stark sauer, bei starkem Verdünnen fällt braunes Thallium(III)-oxid-hydrat aus. Die Verbindung ist auch in Ethylalkohol und Ether leicht löslich.

## Verwendung
Lösungen von Thallium(III)-chlorid sind starke Oxidationsmittel und werden als solche in der organischen Chemie und Organometallchemie verwendet.